# 国安氏
国安氏（くにやすし）は、日本の氏族のひとつ。

## 源姓 佐竹氏一門山入氏流 国安氏
常陸国久慈郡国安邑発祥。国安（山入）城主。同地は山入とも称し、城は山入城ともいった。
本姓は源氏。家系は清和源氏の一家系 河内源氏の棟梁 鎮守府将軍源頼義の三男 新羅三郎義光を祖とする常陸源氏 佐竹氏の庶流 山入氏の流れ。常陸守護職 佐竹常陸介貞義の七男 佐竹刑部大輔師義を祖とし、室町幕府において足利将軍家直属の軍団である京都扶持衆を務めた山入氏の系譜をひく。家紋は丸に違い鷹の羽。
本宗の佐竹氏からすれば庶流の位置付けであるが、きわめて嫡流に近い家系である。また、山入氏は初代 師義が足利尊氏の室町幕府樹立に際し、その部将として随行し、播磨国で討ち死にした関係から子孫である山入氏はじめ国安氏、高柿氏、松平氏、小田野氏は幕府から厚遇されたという。山入氏の身分も他の佐竹庶流と異なり、幕府直属の武家として独立性を保っており、山入氏の四代 山入祐義は常陸守護職にも補せられた程でその家格も高かった。しかし、佐竹宗家が藤姓上杉氏から義人を養子とすると、異姓の養子に反対する山入氏の勢力は宗家に反旗を翻し、約100年に及ぶ戦乱が繰り広げられることになった。国安氏も山入氏の与党として佐竹宗家との合戦に臨み、文亀2年（1505年）8月15日の東金砂山の合戦で山入義藤方として討ち死にした者の中に松平上総介、高柿源次郎左衛門ら山入流の係塁および同じ佐竹一門の真崎孫六入道、袋田筑前三郎らとともに国安周防入道の名が見える。しかし、山入義藤の子 氏義、義盛が佐竹義舜に攻め滅ぼされたことで国安氏は佐竹宗家に帰順、その家臣となった。戦国時代の佐竹家中の衆についての記録にも国安左重允の名が見え、佐竹一門から家臣として組み込まれたことがうかがえる。

### 源姓国安氏系譜
国安氏の系譜は佐竹氏の一門、山入氏とほぼ同一である。このことから、国安は山入が改めた姓か、あるいは庶家かと思われる。
```
系譜 佐竹師義（国安）-興義-祐義-義知=義真-義藤-氏義-義盛
```

秋田県公文書館編『系図目録I』には以下の系図を載せる。なお、佐竹氏家臣の記録である『佐竹家臣系譜』にも系図が収録されている。
```
系譜 国安源左衛門某-行次-行勝-行道-行長
```

同じく秋田県公文書館編『系図目録II』には国安氏の系図を前項の2流を含めて数流載せる。
- 『國安分流系図』

```
系譜 行忠-行思-行友-行正-行家
```

- 『國安久右衛門三男分流系図』

```
系譜 行村-行光-行明-行佐
```

- 『國安氏系図』（源姓）

文化2年（1805年）2月、国安長蔵久徴の代に系図が作成される。
```
系譜 久忠-久次-久定-久道-久綱-久春-久澄-久徴
```

- 『新調國安氏系図』（源姓）

国安三河守師親は佐竹東家の家臣。子の師行の代に秋田に下向する。文化4年（1807年）5月、国安兵馬師興の代に系図作成される。なお、師親の娘は、同じく佐竹氏の家臣 安島氏に嫁ぎ安島大膳亮の室となる。
```
系譜 師親-師行-師次-師長-師通-師俊-師景-師定-師屋-師慶-師興
```

- 『源姓本名山入國安氏系図』

代々、又兵衛を襲名する。久光の代に佐竹右京大夫義宣に従い秋田に下向する。当国安氏の系図は文化4年（1807年）5月、国安兵馬久要の代に作成される。なお、秋田県公文書館、茨城県立歴史館蔵安島吉兵衛同主税筆『系図 佐竹山城家人安島吉兵衛』によると、佐竹東家家臣 安島吉兵衛信次の二女が国安又兵衛に嫁ぐとある。ただし、いずれの代か不詳。さらに、佐竹氏の記録では、「国安又兵衛はもとは二階堂の一族、佐竹義宣に仕う」とある。
```
系譜 久光-久次-久忠-久重-久定-久明-久孝-久要
```

- 『國安次男系図』

前項の国安久忠三男 久恒を祖とする。文化3年（1806年）11月26日、国安兵右衛門久正の代に系図が作成される。
```
系譜 久恒-久茂-久髙-久常-久慶-久正
```

- 『國安次男系図』

前項の国安久孝四男 国安利左衛門久能を祖とする。文化3年（1806年）11月26日、国安兵右衛門久正の代に系図が作成される。
```
系譜 久恒-久茂-久髙-久常-久慶-久正
```

## 藤姓国安氏
同じく秋田県公文書館偏『系図目録I』並びに『系図目録II』には本姓を藤原氏とする国安氏を二流収録している
藤姓国安氏の本家。系図は文化2年（1805年）8月、国安茂吉の代に作成される。
```
系譜 三右衛門某-光定-光則-光暢-光武-光東-光當-光康-茂吉某
```

文化2年（1805年）8月、国安永五郎光朋の代に系図が作成される。
```
系譜 光希-光朋
```